# دوبان (هشيوار)
دوبان (بالفارسية: دوبان) هي قرية تقع في إيران في البلدة المركزية. يقدر عدد سكانها بـ 984 نسمة بحسب إحصاء 2016.